# Cthulhu Macula
La Cthulhu Macula (inizialmente chiamata Cthulhu Regio) 
è una importante caratteristica della superficie del pianeta nano Plutone, che ai primi scopritori ricordava la forma di una balena.

## Caratteristiche
Si tratta di una regione situata nella zona equatoriale del pianeta, lunga 2.990 km, e che è una delle aree più scure di Plutone.
La Cthulhu Macula è situata a ovest della Sputnik Planitia nella Tombaugh Regio, nota come il cuore di Plutone, e a est della Meng-P'o macula, la più orientale delle Brass Knuckles.

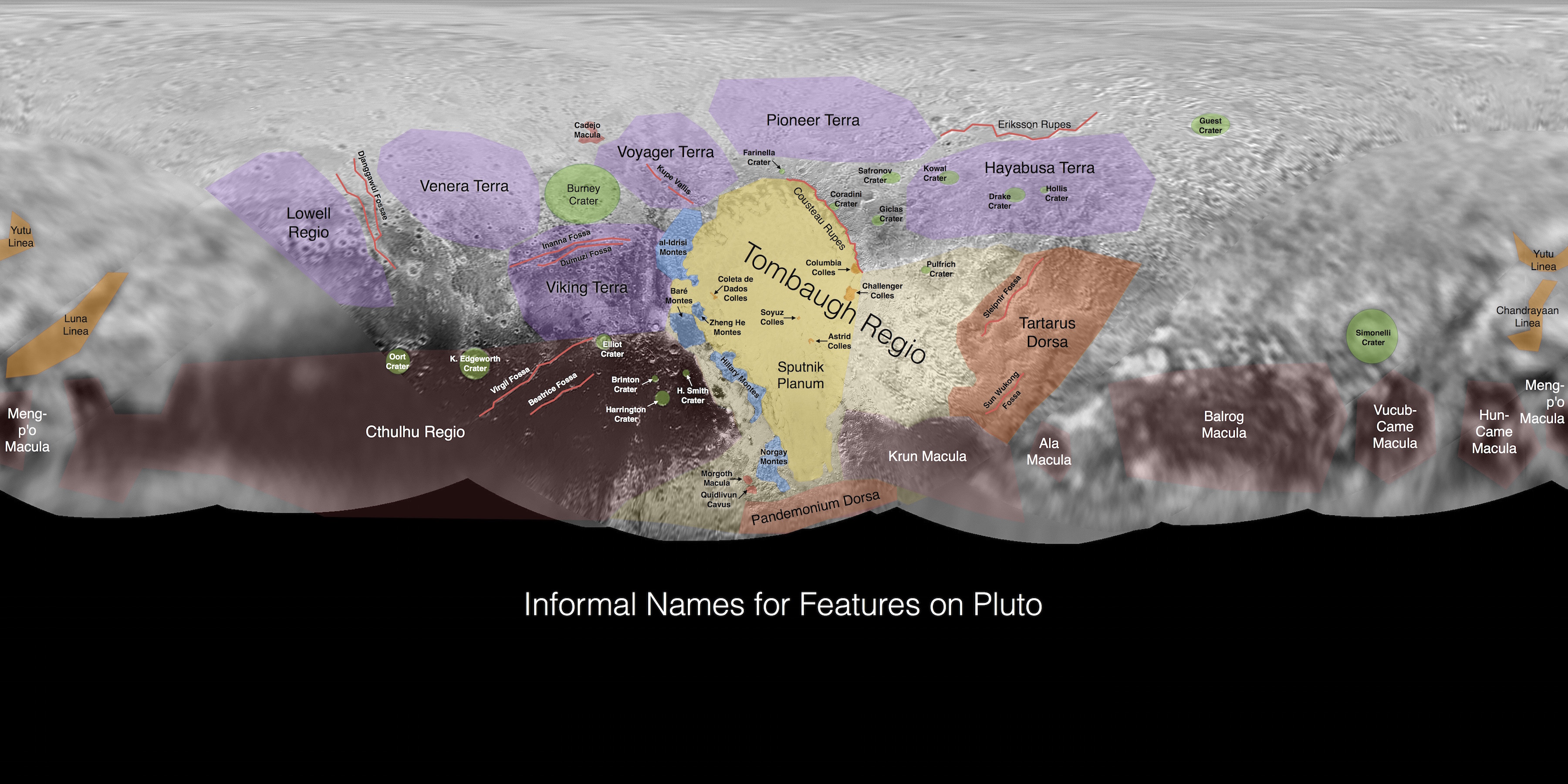
La grande macchia scura a forma di balena in basso a sinistra, chiamata Cthulhu Regio

## Origine del nome
La NASA inizialmente si riferì alla regione con il nome di "La Balena", per via della sua forma molto simile al mammifero marino. Il 14 Luglio 2015 venne usato in via provvisoria il nome "Cthulhu" dal team New Horizons. Il nome è stato scelto a seguito dei racconti scritti dall'autore statunitense Howard Phillips Lovecraft. Il personaggio di Cthulhu appare per la prima volta in "Il richiamo di Cthulhu" nel 1928 come un'entità malevola dormiente all'interno di una città sottomarina nell'oceano pacifico meridionale. Cthulhu fu il nome che ebbe più popolarità durante un sondaggio nel 2015. Il nome ricevette reazioni positive anche dalla stampa e dai social media, con un editoriale del Chicago Tribune a supporto del nome e per la sua origine democratica. Il nome potrebbe essere presentato all'Unione Astronomica Internazionale come nome ufficiale.